# Krišjānis Kariņš

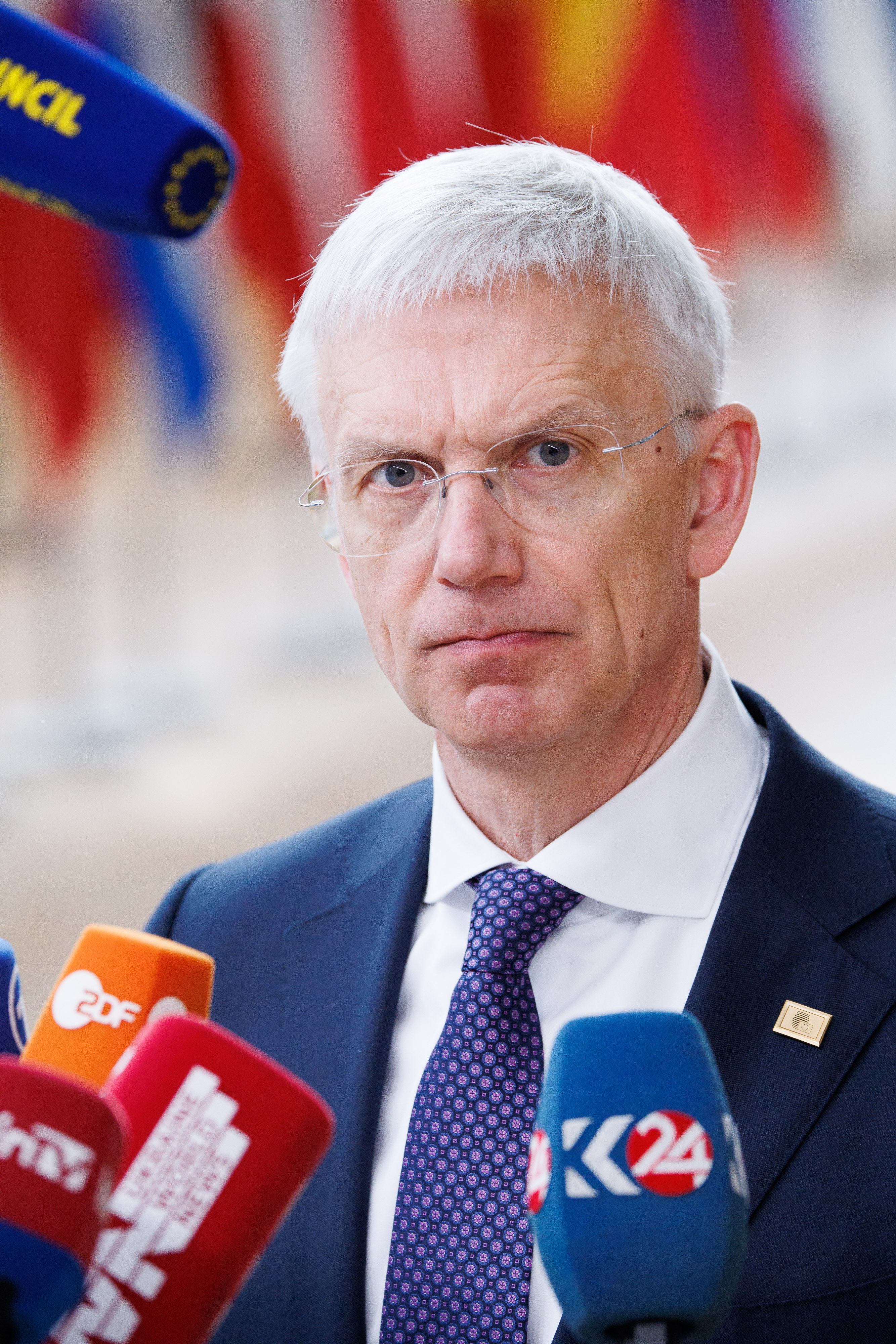
Krišjānis Kariņš (2023)

Arturs Krišjānis Kariņš (* 13. Dezember 1964 in Wilmington, Delaware, USA) ist ein lettischer Politiker der Partei Vienotība und war vom 23. Januar 2019 bis zum 15. September 2023 Ministerpräsident von Lettland. Im Kabinett Siliņa übernahm er anschließend bis zum 10. April 2024 den Posten des Außenministers des Landes.

## Leben
Krišjānis Kariņš entstammt einer Familie lettischer Herkunft. Er besuchte das Lettische Gymnasium Münster. Von 1984 bis 1986 studierte er am St. John’s College in Annapolis, Maryland, bevor er Linguistik an der University of Pennsylvania begann. Dort erwarb er 1988 den Bachelor der Sprachwissenschaften und 1996 im selben Fachgebiet den Ph.D. Von 1994 bis 2002 war er Geschäftsführer eines Unternehmens.

### Politische Karriere
2002 gründete er die Partei Jaunais laiks, für die er im selben Jahr in die Saeima einzog. Von 2004 bis 2006 war er lettischer Wirtschaftsminister. Bei Jaunais laiks war er von 2003 bis 2007 Mitglied im Vorstand, von 2007 bis 2008 Parteivorsitzender und ab 2008 wieder Mitglied im Vorstand. Vor und nach seiner Zeit als Minister war er Fraktionsvorsitzender der Jaunais laiks im Parlament.
In den Jahren 2009 und 2014 (für die aus dem Zusammenschluss der Jaunais laiks mit anderen Parteien 2011 gegründeten Vienotība) wurde er in das Europäische Parlament gewählt. Dort war er Mitglied der Fraktion der EVP und gehörte deren Vorstand an. Im Januar 2019 rückte für ihn Aleksejs Loskutovs als Mitglied des 8. Europäischen Parlamentes nach.

#### Ministerpräsident

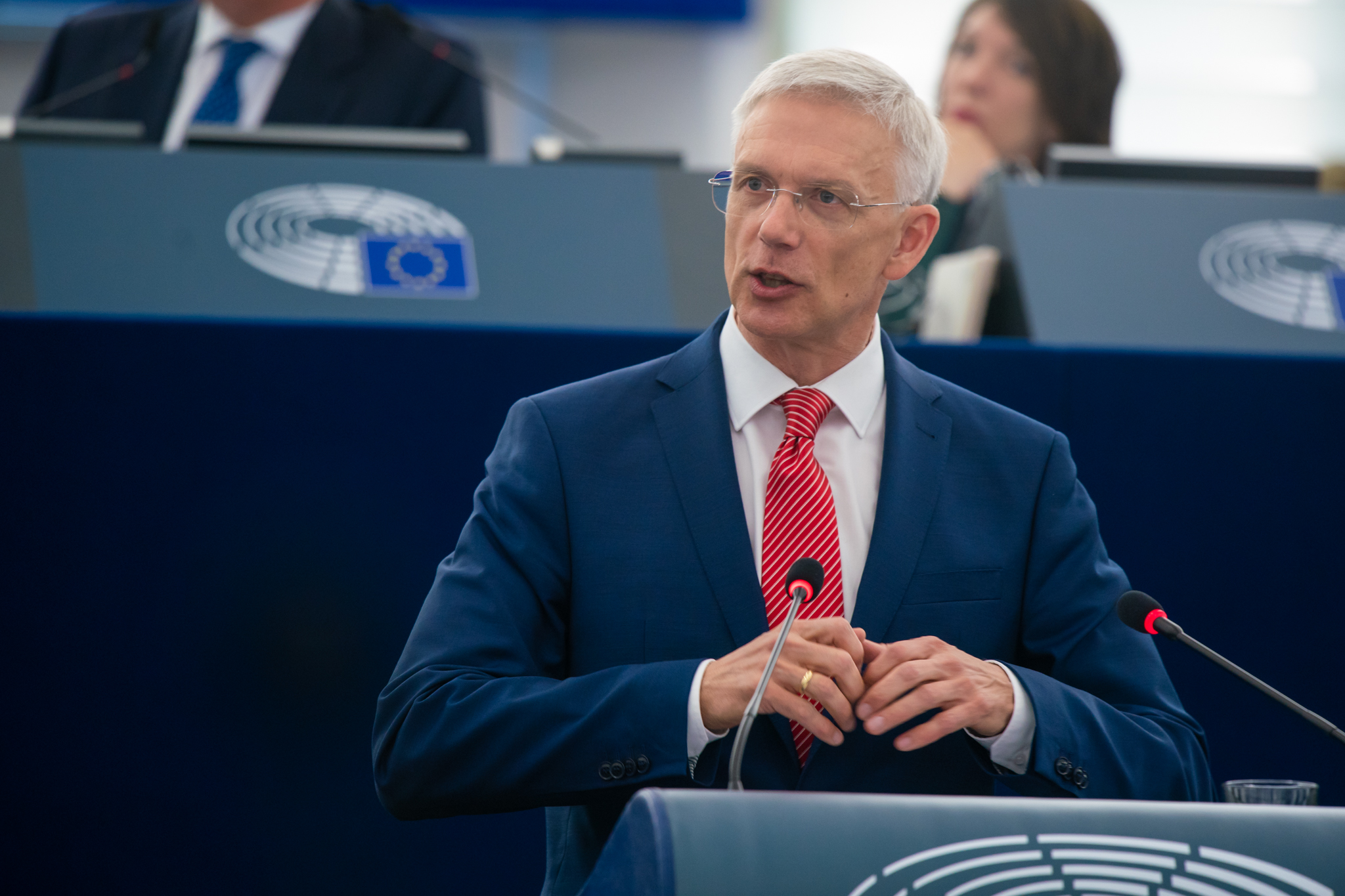
Kariņš im Europäischen Parlament (2019)

In den langwierigen Koalitionsgesprächen nach der Parlamentswahl in Lettland 2018 konnte sich Kariņš als Kompromisskandidat durchsetzen, obwohl seine Partei mit nur acht Sitzen in der 13. Saeima die kleinste Fraktion stellt. Am 23. Januar 2019 wurden er und sein erstes Kabinett aus fünf konservativen und wirtschaftsliberalen bis rechtspopulistischen Parteien (KPV, JKP, AP, NA und V) vom Parlament bestätigt. Als eine seiner Hauptaufgaben sieht der neue Ministerpräsident, das Vertrauen in das lettische Bankensystem wiederherzustellen. Ebenfalls betonte er, dass er das Problem der Geldwäsche angehen wolle.
Nachdem sich die Vienotība in der Regierung wieder profilieren konnte, verlief die Parlamentswahl 2022 für sie erfolgreich. Als nun stärkste Fraktion übernahm man die Führung bei der Bildung der nächsten Regierung. Krišjānis Kariņš gelang es, sich mit der Nacionālā apvienība „Visu Latvijai!“ – „Tēvzemei un Brīvībai/LNNK“ und der Apvienotais saraksts auf die Bildung einer Koalition zu verständigen. Sein zweites Kabinett wurde am 14. Dezember 2022 vom Parlament bestätigt.
Der einflussreiche lettische Politiker Aivars Lembergs, Bürgermeister von Ventspils, forderte Anfang 2019 von Kariņš, zumindest während seiner Amtszeit als lettischer Ministerpräsident auf seine US-amerikanische Staatsbürgerschaft zu verzichten. Dieser erklärte, er habe nicht daran gedacht, seine zweite Staatsbürgerschaft aufzugeben.

#### Außenminister
Aufgrund von anhaltenden Unstimmigkeiten zwischen den Koalitionspartnern in seiner zweiten Amtszeit als Ministerpräsident reichte Kariņš am 17. August 2023 seinen Rücktritt ein. Seine Nachfolgerin wurde seine Parteikollegin Evika Siliņa. In ihrem Kabinett übernahm er den Posten des Außenministers. Diesen hatte er, ab der Wahl des vorherigen Amtsinhabers Edgars Rinkēvičs zum Präsidenten, bereits geschäftsführend inne. Ende März 2024 kündigte er seinen Rücktritt zum 10. April 2024 an. Zuvor war er in Kritik geraten, weil er während seiner Amtszeit als Ministerpräsident mehrfach per Charter- statt per Linienflug gereist sein soll. Ihm folgte Baiba Braže nach. Nachdem er in der Folge bei der Europawahl in Lettland 2024 gescheitert war, gab er im August 2024 bekannt, auch auf sein Abgeordnetenmandat im lettischen Parlament zu verzichten.

## Kabinette
- Kabinett Kariņš I (Ministerpräsident, 2019–2022)
- Kabinett Kariņš II (Ministerpräsident, 2022–2023)
- Kabinett Siliņa (Außenminister, 2023–2024)